# آرنه تريهولت
آرنه تريهولت (بالنرويجية البوكمول: Arne Treholt)‏ (13 ديسمبر 1942) سياسي ودبلوماسي سابق في حزب العمال النرويجي. وهو مدان بالخيانة العظمى والتجسس لصالح الاتحاد السوفييتي والعراق أثناء الحرب الباردة. ويُنظر إلى جاسوسية تريهولت على أنها أخطر قضية تجسس في التاريخ النرويجي الحديث، وأُلقي القبض عليه في عام 1984، ثم سجن في العام التالي لمدة عشرين عامًا. وعفت عنه الحكومة النرويجية في عام 1992 بعد أن قضى أكثر من ثمانية أعوام في سجن مشدد الحراسة، واستقر في روسيا بعد إطلاق سراحه ولاحقًا في قبرص، حيث عمل مستشارًا ورجلًا للأعمال. وعقب اعتقاله، وُصف تريهولت بأنه «أكبر خائن للنرويج منذ كويزلينج».

## مسيرته المهنية
كان تريهولت عضوًا في حزب العمال النرويجي وصحفيًا في صحيفة أربيديبليدوت، وعمل مساعدًا سياسيًا لوزير التجارة جينس إيفينسن قبل أن يشغل منصب نائب وزير الخارجية في مكتب الشؤون البحرية (1976-1978). وارتبط أيضًا بوفد الاتحاد الأوروبي في نيويورك بصفته مستشار السفارة خلال الفترة  (1979-1982). ودرس في كلية الأركان المشتركة النرويجية في الفترة 1982)-(1983، وعمل رئيسًا لقسم الصحافة في وزارة الشؤون الخارجية النرويجية منذ عام 1983.

## التحقيق الذي أدى إلى اعتقاله
وُضع تريهولت تحت رقابة جهاز المخابرات المضادة النرويجي لبضع سنوات من مسيرته المهنية في المعهد النرويجي للشؤون الدولية ووزارة الشؤون الخارجية النرويجية. وفي 20 يناير 1984، اعتقله رئيس الاستخبارات المضادة أورنولف توفت في مطار أوسلو وهو في طريقه إلى فيينا للقاء ضباط الاستخبارات السوفييتية.
أجرت الشرطة تفتيشين في شقة تريهولت، حيث وجدوا حقيبة تحتوي على 10.000 دولار أمريكي في أيار 1982. وفي أغسطس 1983 وجدوا 30.000 دولار أمريكي في نفس الحقيبة، لكن تريهولت ومحاميه زعما أن جهاز المخابرات المضادة قدم هذا الدليل بنفسه، وأنّ كلًّا من الشرطة والقضاة تآمروا للتلاعب بالأدلة النقدية ليظهر وكأنه أتى من الاستخبارات السوفييتية. ودُحضت هذه الادعاءات باعتبارها غير صحيحة، فضلًا عن ذلك، اعترف تريهلوت بأنه حصل على «نفقات مالية» من الاستخبارات الروسية، لكنه زعم أنها كانت 26.000 أو 27.000 دولار فقط.
تظهر أشرطة المحاكمة المنشورة في عام 2014 أنّ السندات في الحقيبة كانت من فئة 50 و100 دولار، وليست فئة 20 و50 دولارًا كما ينص الحكم.

## المحاكمة والإدانة
عقب محاكمة علنية برئاسة استري رينينج، أُدين تريهولت بخيانة الوطن وحُكم عليه بالسجن لمدة 20 عامًا، وهي أقل بعام من العقوبة القصوى المسموحة في قانون العقوبات النرويجي. شملت الإدانة كلًّا من تهمة التجسس لصالح الاتحاد السوفييتي والعراق والخيانة العظمى.
أُدين تريهولت وحوكم بالسجن لتمريره معلومات سرية للاستخبارات الروسية في الفترة 1974- 1983، ومعلومات إلى جهاز الاستخبارات العراقي في الفترة 1981-1983. وشمل الحكم أيضًا تهمة تسليم الأسرار التي حصل عليها من معهد الأركان المشتركة النرويجي إذ كان منخرطًا بتفويض من حكومة الائتلاف غير الاشتراكية. وعلى الرغم من معرفة حكومة رئيس الوزراء كير ويلوتش بنشاطه التجسسي، لكنه قُبل كي لا يُفشي الشبهات التي تخفيها السلطات.
أدت المحاكمة إلى جدل جماهيري حاد وواسع حول قضية تريهلوت في أنحاء النرويج، والذي تعلق بالأدلة والافتقار للإثباتات ضد تريهولت، وتعاملت الشرطة وجهة الادعاء مع ذلك، ولوحظت معاملة متساهلة مع تريهولت أثناء الاشتباه به.

## الحبس والإفراج
اعتُقل تريهولت في سجن درامين من 1984 إلى 1985. ثم نُقل إلى سجن إيلا في عام 1985، وهو سجن مشدد الحراسة للمجرمين الخطرين. وفي عام 1986، اكتشف مسؤولو السجن أنه يخطط للهروب، فنُقل بسرعة إلى سجن أوليرسمو، وهو سجن مشدد الحراسة لنزلاء العقوبات طويلة الأمد.
وفي 3 تموز 1992، قررت حكومة العمل بقيادة غرو هارلم برونتلاند إعفاء تريهولت من العقوبة، ما شكل إثارةً للجدل.
اعتُقل تريهولت لأكثر من 8 أعوام.

## رفض لجنة مراجعة القضايا الجنائية مراجعة القضية في عام 2008
في 15 ديسمبر 2008، حكمت لجنة مراجعة القضايا الجنائية برفض مراجعة قضية تريهولت، وأن القرار نهائي ولا يمكن استئنافه. وكنتيجة للقرار، كتب المدعي العام الذي استلم القضية في عام 2008، ستاين فال، كتابًا لتلخيص القضية. ونُشر الكتاب تحت عنوان «سقوط الستار على قضية تريهولت» في سبتمبر 2009. وعُينت رئيسة لجنة المراجعة، يانا كريستيانسن في منصب رئيس جهاز أمن الشرطة، وهي منظمة منحدرة من جهاز الرقابة الشرطية، فدافعت كريستيانسن وجهاز أمن الشرطة في ما بعد عن المنظمة سابقًا ضد ادعاءات التلاعب بالأدلة.

## ادعاءات جير سيلفيك مالثي سورنسن في عام 2010
في سبتمبر 2010، نشر المحتال جير سيلفيك مالثي سورنسن الذي يزعم أنه محقق خاص كتابًا يدعي فيه أن تفتيش شقة تريهولت لم يحصل، وأن الشرطة افتعلت أحد الأدلة التي قُدمت في المحكمة. وفي 18 سبتمبر 2010، كتبت صحيفة أفتنبوستن النرويجية أن موظف سابق في الاستخبارات المضادة زعم أن ادعاءات تريهولت ومحاميه بشأن افتعال الأدلة كانت صحيحة، لكن بعد بضعة أيام سحب العديد من ادعاءاته مصرحًا بأنه لم يعلم بذلك. وطالب النائب العام لجنة مراجعة القضايا الجنائية بإعادة النظر بالقضية في ضوء الادعاءات الأخيرة، وصرح أنه لم يعتقد بأن نتيجة القضية ستختلف دون أن يكون الدليل موضع سؤال. كشف أمر احتيال مالثي سورنسن على العلن في عام 2016، وصرحت صحيفة فيردينس غانغ أن مصدره المزعوم بكونه بائع سيارات مستعملة ومجرم مُدان ومحتال لا علاقة له بقضية تريهولت، وقد دفع له مالثي سورنسن ليتقمص شخصية موظف في الجهاز الأمني.

## تحقيق لجنة مراجعة القضايا الجنائية في عام 2010
في 24 أكتوبر 2010، قررت لجنة مراجعة القضايا الجنائية إعادة فتح التحقيق في القضية، والتي أُغلقت سابقًا في عام 2008. في 9 يونيو 2011، ارتأت اللجنة عدم استئناف قضية آرنه تريهولت بناءً على المقابلات التي أُجريت مع 29 شاهدًا (18 منهم كانوا محققين سابقين في الشرطة تدخلوا في تحقيقات قضية تريهولت) ودراسات الأدلة الجنائية للصور الفوتوغرافية والسالبة والوثائق. واستنتجت اللجنة بالإجماع أنه لا يوجد أسس تثبت التلاعب في أدلة قضية تريهولت وافتعالها. وحسمت اللجنة جميع الادعاءات الواردة في الكتاب الصادر عام 2010 في وثيقة من 59 صفحة، بعد أن طالبت هيئة المحلفين وكريستيانسن رئيسة جهاز الأمن مؤيدي تريهولت بالاعتذار، وقوبل هذا الطلب بالرفض.

## ادعاءات جير سيلفيك مالثي سورنسن في عام 2014
في عام 2014، زعم محامي تريهولت هارالد ستابيل أن موظفًا في الجهاز الأمني أبلغه بأن مكتب المحاماة الخاص به كان تحت الرقابة الصوتية في عامي 2010 و2011. وبعد أن كُشف أمر سيلفيك مالثي سورنسن كمحتال في عام 2016، صرح ستابيل أن مصدر هذا الادعاء كان مالثي سورنسن وليس موظفًا في الجهاز الأمني.

## حياته الشخصية
تزوج تريهولت من رينيه ميشيل ستيل (1968- 92)، والتي كانت نزيلة في نفس السجن لحين إطلاق سراحها.
كتب تريهولت عن تجربته في السجن في ثلاث كتب، وحيد (1985) وقطاع ك (1991) والظلال الرمادية (2004).

## دخول مستشفى قبرص
في 20 مارس 2006، أفادت وكالة الأنباء النرويجية بأن تريهولت دخل مستشفى في قبرص، وكان في حالة مستقرة لكن حرجة، ثم دخل في غيبوبة لاحتمال إصابته بتسمم الدم.

## الثقافة الشعبية
ابتكر فيلم الأكشن والكوميديا، النينجا النرويجي «تاريخًا سريًا» للقضية: كان تريهولت قائدًا لفريق سري من النينجا حارب أعداء الدولة بأوامر من ملك النرويج، وتناول تأطير منظمة غلاديو لهم بالخيانة بسبب وجهات نظرهم السياسية اليسارية.

## مؤلفاته
- «وحيد» 1985
- «قطاع ك» 1991
- «الظلال الرمادية» 2004، سيرة ذاتية

## روابط خارجية
- آرنه تريهولت على موقع IMDb (الإنجليزية)